# Cantó de Sainte-Savine
El cantó de Sainte-Savine és un antic cantó francès del departament de l'Aube, situat al districte de Troyes. Té 5 municipis i el cap és Sainte-Savine. Va existir de 1976 a 2015.

## Municipis
- Macey
- Montgueux
- La Rivière-de-Corps
- Sainte-Savine
- Torvilliers

## Història
| Data d'elecció                           | Identitat        | Partit    | Qualitat |
| ---------------------------------------- | ---------------- | --------- | -------- |
| 1976-1982                                | Mme Steffann     | PS        |          |
| 1982-2001                                | Alain Coillot    | UDF       |          |
| 2001-2015                                | Jean-Marc Massin | Les Verts |          |
| les dades anteriors no són pas conegudes |                  |           |          |
|                                          |                  |           |          |

## Demografia
| A partir de 1990: Població sense dobles comptes |